# Pedaliodes ornata
Pedaliodes ornata är en fjärilsart som beskrevs av Smith och Kirby 1895. Pedaliodes ornata ingår i släktet Pedaliodes och familjen praktfjärilar. Inga underarter finns listade i Catalogue of Life.